# Paspalidium criniforme
Paspalidium criniforme är en gräsart som beskrevs av Stanley Thatcher Blake. Paspalidium criniforme ingår i släktet Paspalidium och familjen gräs. Inga underarter finns listade i Catalogue of Life.